# Словін Леонід Семенович
Леонід Семенович Словін (нар. 2 листопада 1930, Черкаси, Українська РСР, СРСР — пом. 19 червня 2013, Єрусалим, Ізраїль) — радянський, російський та ізраїльський письменник і сценарист.

## Походження та діяльність
Леонід Словін закінчив Московський юридичний інститут у 1952 році.
Пропрацював у міліції 26 років, два місяці і 18 днів.
У 1994 році репатріювався до Ізраїлю. Жив у Єрусалимі.

## Нагороди
Лауреат (двічі) премії МВС СРСР та Спілки письменників СРСР (1970, 1984).
Премії СП РРФСР і «Уралмашу» імені розвідника Миколи Кузнєцова. Нагороджений також медалями.
Леонід Словін — член Союзу письменників СРСР (1977).

## Смерть
Пішов з життя 19 червня 2013 року.

## Творчість
Творчість Леоніда Словіна можна умовно розділити на два етапи.

### Перший
Перший етап починається в 1965 році, коли вийшла повість «Така робота». У 1969 році вийшов перше оповідання про «сищика» Денисова («Одноденне відрядження»). Етап умовно завершився в 1988 році, коли з'явилася остання книга про Денисова — «Чапля ловить рибу». У цей період були написані 16 творів про цього героя (включаючи 4 оповідання), який пройшов шлях від сержанта до капітана, а також ще чотири повісті «поза серією». До першого етапу можна віднести написану в 1991 році повість «На оперативному обслуговуванні», багато в чому автобіографічну книгу про перші кроки Словіна в міліції. На цьому етапі перед нами постає автор класичного радянського «поліцейського» детектива: «детективи» «все в білому» (але індивідуальність простежується), злочинці, як правило, «в чорному» (але є й проміжні типи), плюс «прошарок» не дуже працьовитої інтелігенції, особливо творчої. Природно, це обумовлювалося і часом написання. Але і незвичайними для Радянської Росії умовами життя людей і завданнями радянської міліції, реально захищали населення країни від відступників-кримінальників. Соціальної бази злочинності в СРСР не було (гроші як засіб накопичення, не могли бути реалізовані у великій кількості). Це відмінно доводиться і самим автором, після насадження класового суспільства перестав писати в цьому ключі, і переключившимся на цілком пересічні за сюжетом детективи, які нічим не вирізняються серед десятків тисяч подібних.

### Другий
Другий етап починається у 1990 році з написаного Леонідом Словіним спільно з Георгієм Вайнером роману «На темній стороні Місяця». На даному етапі твори виходять вже більш реалістичними: з «продажними ментами», «благородними злодіями», дурними міліцейськими начальниками-кар'єристами, корупцією тощо.
У 1991 році виходить повість «Броньовані жилети» («Жорсткий нічний тариф»), яка відкрила міні-серію про Ігумнова — жорсткого, непохитного мєнта, начальника карного розшуку на Павелецькому вокзалі, капітана, якому не судилося стати майором…
У 1994 році виходить знаковий для Леоніда Словіна роман «Відстріл». У ньому вперше з'являється охоронно-сискна асоціація «Лайонс» («LIONS» — «Леви») і його крутий керівник Рембо, колишній старший опер управління МУРу та заступник начальника ГУВС. З'являється в книзі як другий головний герой. А Ігумнов тепер оперативник «Львов», який пішов-таки з міліції. Надалі «Лайнс» тим або іншим чином присутній у всіх творах Словіна: або головним героєм є співробітник агентства (колишній або діючий), або Рембо надає допомогу головному героєві (інформаційну або силову), або «Лайнс» просто згадується у розмові.
Практично у всі свої книги Леонід Словін переносить автобіографічні риси своєї служби в органах МВС, особливо це видно у творах, де головними героями є Денисов, Ігумнов та Моторін.
Ряд останніх романів Леоніда Словіна присвячений пригодам приватного російського детектива, який відстежує дії «російської мафії» в Ізраїлі. Протягом майже 15 років з 1996 по 2010 роки працював літературним оглядачем Єрусалимського Будинку Книги «Золота Карета». Створив понад 500 книжкових оглядів, які щотижня друкувалися в газеті «Наш Єрусалим».

### Проза
- Така робота: Повість. — Ярославль: Верхньо-Волзьке видавництво, 1965.
- Затримати на світанку: Повісті. — М., 1969.
- Астраханський вокзал. — М., 1975. — (Стріла).
- Додатковий прибуває на другий шлях: Повісті. — М., 1981.
- П'ять днів і ранок наступного: Повісті. — М., 1981. — (Стріла).
- Транспортний варіант. — М., 1982.
- Зворотний слід. — М., 1984. — (Стріла).
- Транспортний варіант: Повісті та оповідання. — Кишинів, 1988. (Перевидана в 1997 і 1998)[2]
- Броньовані жилети. — М. Квадрат, 1989. (Загальний тираж 1 млн примірників)
- На темній стороні Місяця (у співавторстві з Георгієм Вайнером). — М.: Молодая гвардия, 1990. (Загальний тираж більше 1 млн прим.)
- Коли в нас стріляють. — М.: Квадрат.
- Крапку ставить куля.
- Відстріл. — М.: Ексмо.
- Павуки. — М.: Ексмо, 1997..
- Війна дахів. — М.: Центрполіграф.
- Переможцям не світить нічого (у співавторстві з З. Шохіним). — М.: Центрполіграф.
- Героїнові зірки. — М.: Ексмо.
- Опівнічний детектив. — М.: Омега.
- Агентство «Лайнс». — СПб.: Астрель, 2008.
- Погони, ксива, ствол. — СПб.: Астрель, 2008.

#### Твори про Денисова
1. 1969 — Одноденна відрядження (розповідь) [сержант]
2. 1970 — Нічний дозор (розповідь) [сержант]
3. 1973 — Астраханський вокзал (повість) [молодший лейтенант]
4. 1974 — Справа без свідків (розповідь) [сержант] (хронологічно розташовується раніше подій твору «Астраханський вокзал»)
5. 1978 — Чотири квитки на нічний швидкий (розповідь)
6. 1979 — Свідоцтво Лабрюйера
7. 1981 — П'ять днів і ранок наступного (повість)
8. 1981 — Додатковий прибуває на другий шлях (повість) [молодший лейтенант]
9. 1984 — НП у вагоні 7270 (повість) [лейтенант]
10. 1984 — Транспортний варіант (повість) [старший лейтенант]
11. 1984 — Підставна особа (повість)
12. 1984 — Зворотний слід [старший лейтенант]
13. 1986 — Відстань в один вечір (повість) [капітан]
14. 1987 — Тенісні м'ячі для професіоналів (повість) [капітан]
15. 1988 — З хроніки кладовища «Шмерлі» (повість) [капітан]
16. 1988 — Чапля ловить рибу (повість)

#### Твори про Ігумнова
1. Броньовані жилети (1991) [Інша назва: Жорсткий нічний тариф]
2. Крапку ставить куля (1994) [Інші назви: Тільки відлуння від стін / Свідки з'являться … завтра]
3. Жалість принижує ментів і бандитів … (Міліцейські хроніки епохи застою) (2004) [Інша назва: Коли в нас стріляють … (1992) (Журнальний (більш короткий) варіант)]
4. Погони, ксива, ствол (2010) [1-а частина твору виходила під назвами: героїнової зірки / Не називай мене майором … (2001) / Ніч, прожите тричі (2003)]

#### Твори про охоронно-розшукової асоціації «Лайнс»
1. Відстріл (1994) (Головні герої: Рембо і Игумнов)
2. Павуки (1996) (Головний герой: Олександр Моторин)
3. Війна дахів (1998) [Інша назва: Вбивство єрусалимського жебрака] (Головні герої: Олександр Моторин і Юджин Кейт)
4. Агентство «Лайнс» (2007) [Інші назви: Не живи понуро! / Смерть транзитом (1998)] (Головні герої: Олександр Моторин і Юджин Кейт)
5. Нічого особистого (2008) [Інші назви: Опівнічний детектив / Нічний детектив (2003)] (Головний герой: Олександр Моторин)

#### Твори про Халматове / Саматової
1. На темній стороні Місяця [Інша назва: Сліпа життя на темній стороні Місяця] (в співавторстві з Георгієм Вайнером) (1990)
2. Слід чорної риби (літературний сценарій, в співавторстві з Георгієм Вайнером) [переробка твору «Зелене море, червона риба, чорна ікра» / «Господар берега» під нових головних героїв] (1993)

#### Поза серій
- 1965 — Така робота (повість)
- 1969 — Затримати на світанку (повість)
- 1981 — Час дощів (повість)
- 1982 — Без гніву і пристрасті (повість)
- 1991 — На оперативному обслуговуванні [Інша назва: На оперативному обслуговуванні в Костромі]
- 1993 — Зелене море, червона риба, чорна ікра (повість) [Інша назва: Господар берега]
- 1999 — Переможцям не світить нічого (спільно з Зорік Шохін) [Інша назва: Не покинь мене, надія]

## Фільмографія
- 1986 — «Додатковий прибуває на другу колію» — за однойменним твором (кіностудія «Таджикфільм») (дві серії)
- 1990 — «Кодекс мовчання» — за твором «На темній стороні Місяця» («Шалена життя на темній стороні Місяця») (кіностудія «Узбекфільм»)
- 1990 — «На темній стороні Місяця» — телеверсія фільму «Кодекс мовчання» (чотири серії)
- 1992 — «Кодекс мовчання 2: Слід чорної риби» — літературний сценарій у співавторстві з Георгієм Вайнером та Зіновієм Ройзманом за твором «Зелене море, червона риба, чорна ікра» («Господар берега») (спільне виробництво Росії та Узбекистану)
- 1992 — «Слід чорної риби» — телеверсія фільму «Кодекс мовчання 2: Слід чорної риби» (п'ять серій)
- 2007 — «Нічого особистого» — за твором «Опівнічний детектив» («Нічний детектив») (кіностудія «Арсі-фільм», Росія)

Нереалізовані сценарії
- «Капітан-Така-Справа» (у співавторстві з Симоном Соловейчиком)
- «Підозрюється в невинності» (у співавторстві з Миколою Івановим)
- «Як стати генералом» (у співавторстві з братами Вайнерами)

## Факти
- В основу повісті «Чапля ловить рибу» покладено події, що призвели до смерті Талгата Нігматуліна.
- Через рік після виходу фільму «Кодекс мовчання 2: Слід чорної риби», літературний сценарій якого був написаний Леонідом Словіним у співавторстві з Георгієм Вайнером та Зиновієм Ройзманом, з'явилася книга «Слід чорної риби» (співавтори — Леонід Словін та Георгій Вайнер).
- В основу фільму «Нічого особистого» був покладений роман Леоніда Словіна «Опівнічний детектив» («Нічний детектив»), написаний у 2003 році. У 2008 році ця книга вийшла під назвою «Нічого особистого».
- У творі «Нічого особистого» Леонід Словін робить припущення, що герой роману Віктора Астаф'єва «Печальний детектив» Леонід Сошнін багато в чому списаний з нього.